# Wyspa Bathursta
Wyspa Bathursta (ang. Bathurst Island) – wyspa w grupie Wysp Królowej Elżbiety, wchodzi w skład kanadyjskiego terytorium Nunavut. Wyspa ma powierzchnię 16 042 km², co czyni ją pod względem wielkości 54-tą na świecie oraz 13-tą w Kanadzie. Jest niezamieszkana.
Odkrycia archeologiczne i historyczne dowodzą, że w przeszłości wyspa była dwukrotnie zamieszkana: około 2000 p.n.e. – 1 n.e. przez ludzi z Dorset, a następnie około 900 n.e. – 1200 n.e. przez ludzi z Thule.
Dla Europejczyków odkrył ją William Edward Parry w 1819 roku i nadał jej imię Henry′ego Bathursta, ówczesnego brytyjskiego Sekretarza Stanu do spraw Wojny i Kolonii.
Wyspa jest nizinna, kilka najwyższych wzniesień przekracza wysokość względną 330 m n.p.m. Niezłe jak na Arktykę warunki naturalne sprawiają, że jest siedliskiem dla większej ilości roślin i zwierząt niż sąsiednie wyspy. Na wyspie znajduje się park narodowy Tuktusiuqvialuk oraz rezerwat niedźwiedzi polarnych.
W latach 60. i 70. XX w. przez terytorium wyspy przemieszczał się północny biegun magnetyczny Ziemi.